# Instituto de Botânica
O Instituto de Botânica é um órgão público brasileiro, vinculado à Secretaria do Meio Ambiente do Estado de São Paulo, que realiza e divulga pesquisas científicas na área de botânica, treina e forma cientistas e fornece assessoria na área de política ambiental do estado. Foi incorporado em 2021 ao Instituto Geológico e com a Fundação Florestal, formando o IPA – Instituto de Pesquisas Ambientais.

## História
Em 9 de novembro de 1938, o Decreto estadual nº 9.715 criou o Departamento de Botânica, vinculado à então denominada Secretaria de Estado dos Negócios da Agricultura, Indústria e Comércio. O órgão permaneceu com esse nome até 7 de janeiro de 1942, quando o Decreto-Lei estadual nº 12.499 alterou sua denominação para Instituto de Botânica e o vinculou à então-denominada Secretaria da Agricultura, Indústria e Comércio.

## Localização e estrutura
O Instituto de Botânica está sediado no Parque Estadual das Fontes do Ipiranga, região do bairro Água Funda. Sua estrutura inclui uma reserva biológica e o Jardim Botânico de São Paulo. Possui ainda outras duas unidades de conservação que representam os principais biomas paulistas: a Reserva Biológica do Alto da Serra de Paranapiacaba (Mata Atlântica) e a Reserva Biológica e Estação Experimental de Mogi Guaçu (Cerrado).
A instituição produz diversas publicações especializadas e oferece cursos de pós-graduação.